# Groß Roge
Groß Roge es un municipio situado en el distrito de Rostock, en el estado federado de Mecklemburgo-Pomerania Occidental (Alemania), a una altitud de 42 metros. Su población a finales de 2016 era de 650 habs. y su densidad poblacional,  26hab/km².